# الیزابت اشلی
الیزابت اشلی (انگلیسی: Elizabeth Ashley؛ زادهٔ ۳۰ اوت ۱۹۳۹) هنرپیشه اهل ایالات متحده آمریکا است. وی از سال ۱۹۶۰ میلادی تاکنون مشغول فعالیت بوده‌است.
از فیلم‌هایی که وی در آن نقش داشته‌است، می‌توان به شادی، بوسه خون‌آشام، دام، تازه‌به‌دوران‌رسیده‌ها، فقط بلیط، کیک خواران و تازه شروع شده اشاره کرد.